# دشت‌خوان
دشت‌خوان (نام علمی: Eremomela) نام یک سرده از خانواده سسکیان است.